# Bersant Celina
Bersant Edvar Celina (ur. 9 września 1996 w Prizrenie) – kosowsko-norweski piłkarz występujący na pozycji skrzydłowego lub ofensywnego pomocnika. Od 2020 roku zawodnik Dijon.

## Kariera klubowa
Bersant Celina urodził się Prizrenie, kosowskim mieście leżącym ówcześnie w Jugosławii. Mając dwa lata jego rodzina ze względu na wojnę domową w Kosowie przeprowadziła się do Norwegii, gdzie Bersant Celina wychowywał się w Drammen. W 2012 roku został graczem Manchesteru City. Początkowo grał w zespołach młodzieżowych, a w 2014 roku został włączony do kadry pierwszego zespołu. W seniorskiej drużynie zadebiutował 9 stycznia 2016 w meczu Pucharu Anglii z Norwich City, gdy w 85. minucie zmienił Kelechiego Iheanacho. 6 lutego 2016 zadebiutował w Premier League. W przegranym 1:3 spotkaniu z Leicester City Celina w 77. minucie zastąpił na murawie Davida Silvę, a dziesięć minut później asystował przy golu Sergio Agüero. 13 maja tego samego roku przedłużył kontrakt z Manchesterem City do połowy 2020 roku.
W sierpniu 2016 Celina został wypożyczony na sezon do FC Twente. W Eredivisie zadebiutował 10 września w przegranym 1:3 meczu z sc Heerenveen. Celina w 67. minucie zmienił Chinedu Ede, jedenaście minut później zdobył bramkę.
| Sezon     | Klub            | Kraj     | Rozgrywki      | Mecze | Gole |
| --------- | --------------- | -------- | -------------- | ----- | ---- |
| 2014/2015 | Manchester City | Anglia   | Premier League | 0     | 0    |
| 2015/2016 | Manchester City | Anglia   | Premier League | 1     | 0    |
| 2016/2017 | FC Twente       | Holandia | Eredivisie     | 16    | 4    |

Stan na 16 lutego 2017.

## Kariera reprezentacyjna
Celina przez wiele lat grał w juniorskich i młodzieżowych reprezentacjach Norwegii. W 2014 roku został powołany na pierwszy oficjalny mecz w historii reprezentacji Kosowa, jednak nie wystąpił w tym spotkaniu. W kadrze zadebiutował 7 września 2014 w wygranym 1:0 meczu towarzyskim z Omanem.
Dokładnie rok później Celina wystąpił w młodzieżowej reprezentacji Norwegii w meczu eliminacji mistrzostw Europy 2017 z Anglią. Następnie jednak znów grał w seniorskiej reprezentacji Kosowa.
| Mecze i gole w reprezentacji | Mecze i gole w reprezentacji | Mecze i gole w reprezentacji | Mecze i gole w reprezentacji | Mecze i gole w reprezentacji | Mecze i gole w reprezentacji | Mecze i gole w reprezentacji | Mecze i gole w reprezentacji | Mecze i gole w reprezentacji |
| lp.                          | Data                         | Miejsce                      | Reprezentacja                | Przeciwnik                   | Rozgrywki                    | Rezultat                     | Grał                         | Uwagi                        |
| ---------------------------- | ---------------------------- | ---------------------------- | ---------------------------- | ---------------------------- | ---------------------------- | ---------------------------- | ---------------------------- | ---------------------------- |
| 1.                           | 7 września 2014              | Prisztina                    | Kosowo                       | Oman                         | towarzyski                   | 1-0                          | do 83'                       |                              |
| 2.                           | 13 listopada 2015            | Prisztina                    | Kosowo                       | Albania                      | towarzyski                   | 2-2                          | 90'                          | 59'                          |
| 3.                           | 3 czerwca 2016               | Frankfurt nad Menem          | Kosowo                       | Wyspy Owcze                  | towarzyski                   | 2-0                          | do 36'                       | 36'                          |
| 4.                           | 5 września 2016              | Turku                        | Kosowo                       | Finlandia                    | el. MŚ 2018                  | 1-1                          | do 66'                       |                              |
| 5.                           | 6 października 2016          | Szkodra                      | Kosowo                       | Chorwacja                    | el. MŚ 2018                  | 0-6                          | do 68'                       |                              |

Stan na 16 lutego 2017.

## Życie prywatne
Brat Bersanta Celiny, Behajdin (ur. 11 listopada 1993) również jest piłkarzem. Gra w trzecioligowym Asker SK.
7 sierpnia 2016 Celina został zatrzymany przez policję za prowadzenie auta pod wpływem alkoholu. Piłkarz został ukarany rocznym zakazem prowadzenia pojazdów mechanicznych i mandatem w wysokości 2625 funtów.